# Дауд, Камель
Камель Дауд (фр. Kamel Daoud; род. 17 июня 1970[…], Mesra, Мостаганем) — алжирский и французский журналист и писатель, лауреат Гонкуровской премии 2024 года.

## Биография
Родился 17 июня 1970 года в алжирском вилайете Мостаганем в арабской мусульманской семье, старший из шестерых детей. В начале 1980-х годов юношей участвовал в исламистском антиправительственном движении, но позднее отошёл от него и публично критиковал идеи национализма и исламизма за посягательство на возможность самовыражения и интеллектуальную свободу.
Изучал французскую литературу в университете Орана, с 1996 года сотрудничал во франкоязычной ежедневной газете Le Quotidien d'Oran (вёл в ней колонку под названием «Моё мнение, ваше мнение» (Raina Raikoum). В 2003 году опубликовал подборку своих материалов из этой колонки под названием «Басня о гноме» (La Fable du nain), в 2004 году — новую подборку под названием «Фараон» (Ô Pharaon). В 2008 году выпустил сборник коротких рассказов «Предисловие негра» (Préface du nègre), в 2011 году их повторное издание носило наименование «Минотавр 504» (Le Minotaure 504).
В 2013 году вышло из печати алжирское издание первого романа Дауда — «Мерсо: альтернативное расследование» (Meursault, contre-enquête), через год он был опубликован во Франции. Сюжет отталкивается от текста знаменитого произведения Альбера Камю «Посторонний», персонаж которого Мерсо убивает араба, об имени которого автор умалчивает. Дауд наделяет погибшего именем Муса (Моисей) и ведёт повествование от имени его брата Гаруна (Аарон), давая новую трактовку событиям классического романа в тональности алжирского национализма и марксизма. Роман Дауда был отмечен премией Франсуа Мориака региона Аквитания, премией франкофонии пяти континентов и Гонкуровской премией за дебютный роман.
В 2020 году принял французское гражданство и вслед за Аполлинером называл себя «более французским, чем французы».
4 ноября 2024 года шестью голосами членов Гонкуровской академии в первом туре голосования удостоен Гонкуровской премии за роман «Гурии» (Houris), повествующий о событиях войны за независимость Алжира и гражданского конфликта 1990-х годов.

### Романы
- Meursault, contre-enquête, Paris, Gallimard, coll. " Folio ", 2023 (ISBN 9782073007285) (1re éd. Barzakh, 2013 et Actes Sud, 2014)
  - Премии: Prix François-Mauriac de la région Aquitaine 2014; Prix des cinq continents de la Francophonie 2014; Prix Goncourt du premier roman 2015
- Zabor ou Les psaumes, Éditions Barzakh et Actes Sud, 2017 (ISBN 9782130641209)
  - Премия: Prix Méditerranée 2018
- Houris, Paris, Gallimard, coll. " Blanche ", 2024 (ISBN 9782072999994)
  - Премии: Prix Landerneau des lecteurs 2024; Prix Goncourt 2024

### Новеллы
- L’Arabe et le Vaste Pays de ô…, Alger, Éditions Barzakh, 2008
  - Премия: Prix Mohammed Dib2.
- La Préface du Nègre, Alger, Éditions Barzakh, 2008 Publié en France en 2011 sous le titre Minotaure 504.
- Minotaure 504, Paris, Sabine Wespieser éditeur, 2011 (ISBN 978-2848050980) ; Actes Sud, coll. " Babel ", 2015, sous le titre La Préface du nègre. Le Minotaure 504 et autres nouvelles

### Публицистика
- Raïna raïkoum, Oran, Dar El Gharb, 2002
- La Fable du nain, Oran, Dar El Gharb, 2003
- Ô Pharaon, Oran, Dar El Gharb, 2005
- Mes indépendances — Chroniques 2010—2016, Éditions Barzakh et Actes Sud, 2017 (ISBN 978-2-330-07282-7)

### Эссе
- Le Peintre dévorant la femme, Paris, Stock, coll. " Ma nuit au musée ", 2018 (ISBN 9782234083738)
  - Премия: Prix de la Revue des deux Mondes 2019

### Книги по искусству
- Son œil dans ma main: Algérie 1961—2019, photographies de Raymond Depardon, textes de Kamel Daoud, Éditions Barzakh et Images Plurielles, 2022 (ISBN 978-2-919436-51-4)